# Haminakari (ö i Egentliga Finland)
Haminakari är en ö i Finland. Den ligger i Bottenhavet och i kommunen Nystad i den ekonomiska regionen  Nystadsregionen i landskapet Egentliga Finland, i den sydvästra delen av landet. Ön ligger omkring 77 kilometer nordväst om Åbo och omkring 220 kilometer väster om Helsingfors.
Öns area är 10,5 hektar och dess största längd är 0,5 kilometer i nord-sydlig riktning. Ön höjer sig omkring 10 meter över havsytan.